# Wareham (Massachusetts)
Pour les articles homonymes, voir Wareham.
Wareham est une ville de l'État du Massachusetts située au nord-est des États-Unis.

## Histoire
Wareham fut colonisée en 1678. Elle a été officiellement constituée en 1739 et nommée d'après la ville de Wareham en Angleterre. En raison de sa géographie, l'industrie s'est implantée autour de la construction navale. La commune sert aussi en tant que station balnéaire, avec de nombreux petits villages disséminés au bord de la mer.

## Personnes liées à la ville
- Stephen Cooper (né en 1979), football
- Geena Davis (née en 1956), actrice
- Paul Fearing (1762–1822), politique
- John Kendrick (1740–1794), explorateur
- Eugene Thomas Maleska, (1916–1993) journaliste
- Donald W. Nicholson, (1888–1968), politique
- Skipp Sudduth (né en 1956), acteur
- Samuel T. Wellman (1847–1919), industriel
- Greg F. Gifune (né en 1963), écrivain